# محمد سلمان أبو جامع
 الشيخ ناصر السنة محمد بن سلمان بن حسين أبو جامع رئيس هيئة علماء السلف - فلسطين.

## النشأة
ولد الشيخ في جمهورية مصر العربية عام 1949م لأب فلسطيني وأم مصرية في وسط أسرة متدينة ومحافظة. وقد لجأ أبواه إلى أرض الكنانة بعد احتلال الصهاينة لمدينة يافا الساحلية بفلسطين.

## التعليم
- تربى وتلقى العلم وحفظ القرآن في الكتاتيب التابعة لمحافظة الشرقية بمصر، وعاد مع أسرته إلى فلسطين المحتلة عام 1954م.

- التحق بالتعليم الحكومي في محافظة خان يونس، وأنهى تعليمه المدرسي عام 1968م.

- التحق بكلية الشريعة بالجامعة الأردنية عام 1973م وتخرج منها عام 1977م حاصلا على درجة البكالوريوس في الشريعة الإسلامية.

- حصل على درجة الماجستير عام 1994م من جامعة العالم الأمريكية.

- حصل على درجة الدكتوراة الفلسفة في علم الأديان عام 1997م من نفس الجامعة.

- حصل على درجة الأستاذية عام 2005م في العديد من الأبحاث العلمية العقدية والفقهية.

## مشواره الدعوي
- بدأ مشواره الدعوي برفقة الشيخ العالم العامل سليم شراب وساهم بدور رئيس في نشر الدعوة السلفية والقضاء على البدعيات والشركيات في قطاع غزة وداخل الخط الأخضر. 

- التقى بالشيخ عبد العزيز بن باز مفتي عام المملكة العربية السعودية وتلقى العلم على يديه، وعين داعية في الرئاسة العامة لإدارات البحوث العلمية والدعوة والإرشاد بالمملكة العربية السعودية منذ عام 1978م وحتى تاريخه. 

- قاد التحرك الذي أغلقت فيه «سينما الحرية» بخان يونس وتحويلها مركزا للدعوة السلفية وأبناء أهل السنة، إذ أصبحت اليوم مقرا لـ«جمعية دار الكتاب والسنة»، وكان ذلك الحدث من أهم المحطات المؤثرة في تاريخ الدعوة السلفية في فلسطين عامة وقطاع غزة خاصة.

- عمل هو وشيخه سليم شراب وبعض أهل السنة على إخراج مسجد أهل السنة من إدارة بلدية خان يونس إلى إدارة أهل السنة مباشرة. 

- عمل على هدم الأضرحة والقبور التي تعبد من دون الله، والقضاء على الموالد وغيرها من البدعيات.

- كان ممثلا لـ «دار الكتاب والسنة» في مؤتمرات مكة وقطر.

- شارك في العديد من المؤتمرات المحلية والعربية والإسلامية والعالمية.

- شارك في الكثير من ورش العمل والندوات المختلفة.

- أوقف عن الخطابة في عهد الاحتلال وعهد السلطة الفلسطينية وعهد حكومة حماس.

- أسس الرئاسة العامة للجان الزكاة والصدقات بالقرى الشرقية لمحافظة خان يونس عام 1990م، وحيث ساهمت في نشر الوعي الصحيح للتوحيد بنشرها للكتب الدينية والنشرات المختلفة، كما قدمت العون والمساعدات العينية والمالية والصحية لآلاف الأسر المستورة في المنطقة حتى العام 1997م.

- أسس هيئة علماء السلف في فلسطين في عام 2006 التي تضم لفيفا من العلماء والمشايخ المشهود لهم بالعلم والفضل.

- انتخب رئيسا لهيئة علماء السلف في فلسطين في عام 2006م وحتى تاريخه.

- عاد إلى الخطابة في منتصف عام 2012م بعد وساطات كثيرة من محبي الشيخ بعد توقيف دام لأكثر من ست سنوات، ومنع بعد ستة أشهر لأسباب سياسية.

- ألف الكثير من الكتب والنشرات العلمية منها ما هو منشور وآخر مطبوع غير منشور.

- قدم العديد من البرامج الإذاعية والمرئية منذ العام 1994م وحتى العام 2007م.

- كتب الكثير من المقالات المختلفة في الصحف والمجلات المحلية والعربية ومواقع الإنترنت.

- عمل مدرسا للمواد الشرعية بمعهد غزة الأزهري منذ 1980م وحتى العام 1994م.

- عمل في سلك التدريس الجامعي منذ العام 1984م وحتى العام 1994م في كل من الجامعة الإسلامية وجامعة الأزهر وكلية العلوم والتكنولوجيا.

- عمل في السلطة الفلسطينية مرشدا دينيا للأجهزة الأمنية فيها منذ العام 1994م وحتى العام 2005م.

- أصبح مفوضا عاما للإرشاد الديني لكافة الأجهزة الأمنية والشرطية في عام 2005م وحتى العام 2009م.

- اعتقل من قبل قوات الاحتلال عدة مرات كان أطولها مدة في عام 1986م حيث اعتقل إداريا، واعتبره القضاء العسكري خطرا على أمن الدولة العبرية في القطاع الجنوبي للبلاد.

- تصدى للفاسدين والمفسدين في الأجهزة المختلفة للسلطة الفلسطينية واعتقل أكثر من ثماني مرات في سجون السلطة حتى وصل بهم الأمر إلى العزم لتقديمه إلى محكمة أمن الدولة عام 2000م.

- دعا إلى الحوار بين فتح وحماس قبل حصول الفتنة بينهما، وأصدر النشرات المختلفة لذلك، فقد كان من أشد الرافضين لإراقة الدماء الفلسطينية في الفتنة التي حصلت بين فتح وحماس عام 2006-2007م وكان له دور فاعل في التحذير من الفتنة وإراقة الدماء.

## مؤلفاته
ألف الشيخ محمد أبو جامع «أبو أسامة» الكثير من الكتب منها:

1- الدين الإسـلامي وآثاره الأخلاقية على المسلمين وانعكاس ذلك على المجتمع الذي يعيشـون فيه «قطاع غزة/ فلسطين». رسالة دكتوراه. 1417هـ - 1997م.

2- التصوف الإسلامي «دراسة بين المادحين والقادحين» أحد بحوث درجـة الماجستـير.1415هـ - 1995م.

3- الخبر المنيف بمقام السنة النبوية الشريف. أحد بحوث درجة الأستاذيـة. 1425هـ - 2005م.
4- صيام شهر رمضان وما يلزمه من بر وإحسان. 1423هـ - 2003م.
5- الحـكم بـما أنزل الله عزوجل بين الملتزمين المطبقين وتجار الدين مـن العلماء والحكام والمحكومين المفرطين المنافقين. أحد بحوث درجة الأستاذية. 1425هـ - 2005م.

6- الواضح المفيد في صدقة الفطر والأضحية وصلاة العيد. 1428هـ - 2008م.

7-	حقيقة التعصب عند المتعصب. 1410هـ - 1990م.

8- إهدار المال العام بين الرعية والحكام. 1419هـ - 1999م.

9- الخمسون الجوامع من مأثور قوله صلى الله عليه وسلم لأبي جامع، عن كتاب:«الخبر المنيف.....» 1431 هـ - 2011م. 

10- كتاب فتاوى شرعية 1434هجرية- 2010ميلادية.

11- من كتاب مواضيع إسلامية هامة: 1431هـ ـ 2011م.

## وصلات خارجية
- موقع الشيخ أبو جامع على الفيسبوك